# Arthur Amundsen
Arthur Amundsen (Oslo, 22 de março de 1886 — 1936) foi um ginasta norueguês que competiu em provas de ginástica artística.
Amundsen é o detentor de duas medalhas olímpicas, conquistadas em diferentes ocasiões. Na edição britânica, os Jogos de Londres, em 1908, competiu como ginasta na prova coletiva. Ao lado de outros 29 companheiros, conquistou a medalha de prata, após superar a nação da Finlândia e encerrar atrás da seleção sueca. Quatro anos mais tarde, nas Olimpíadas de Estocolmo, conquistou nova medalha, agora de bronze, ao ser superado, na disputa coletiva do sistema sueco pelas seleções da Suécia e Dinamarca.